# Chincoteague
Chincoteague város az USA Virginia államában. Lakosainak száma 3344 fő (2020. április 1.).

## Népesség
A település népességének változása:

| 2010 | 2 941 |
| 2020 | 3 344 |